# Pherotesia maculiplaga
Pherotesia maculiplaga är en fjärilsart som beskrevs av Paul Dognin 1916. Pherotesia maculiplaga ingår i släktet Pherotesia och familjen mätare. Inga underarter finns listade i Catalogue of Life.